# Franc suís
El franc suís és la moneda de curs legal a Suïssa i Liechtenstein. Se subdivideix en 100 cèntims, mentre que el codi ISO 4217 és CHF i també s'utilitzen les abreviacions Fr. i SFr..
El franc suís és l'única moneda anomenada franc que encara s'emet a Europa. El seu nom en les quatre llengües oficials de Suïssa és Franken (en alemany), franc (en francès i romanx) i franco (en italià). El cèntim s'anomena respectivament Rappen, centime, rap i centesimo.
L'actual franc suís es va introduir el 1850 a raó d'un franc suís per un franc francès. D'aquesta manera va reemplaçar les monedes dels diferents cantons de Suïssa. Entre el 1870 i el 1914 la Unió Monetària Llatina va igualar les taxes de canvi entre el franc francès, el franc suís i la lira italiana que, teòricament, es podien utilitzar indiferentment en els tres països.
Posteriorment, el 1919, Liechtenstein va abolir la unió duanera amb Àustria i va adoptar el franc suís com a moneda oficial del principat.

## Monedes i bitllets

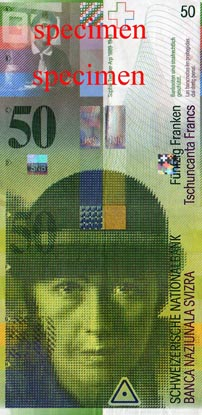
Bitllet de 50 francs

Emès pel Banc Nacional Suís (Schweizerische Nationalbank en alemany, Banque nationale suisse en francès, Banca Nazionale Svizzera en italià i Banca Naziunala Svizra en romanx) en circulen monedes de 5, 10 i 20 cèntims i de ½, 1, 2 i 5 francs, i bitllets de 10, 20, 50, 100, 200 i 1.000 francs. Les monedes d'1 cèntim foren retirades de la circulació el 2007.